# Obi (nádraží)
Obi (japonsky 飫肥駅, Obi-eki) je železniční stanice společnosti JR Kjúšú na trati Ničinan. Zastavují zde osobní i spěšné vlaky.

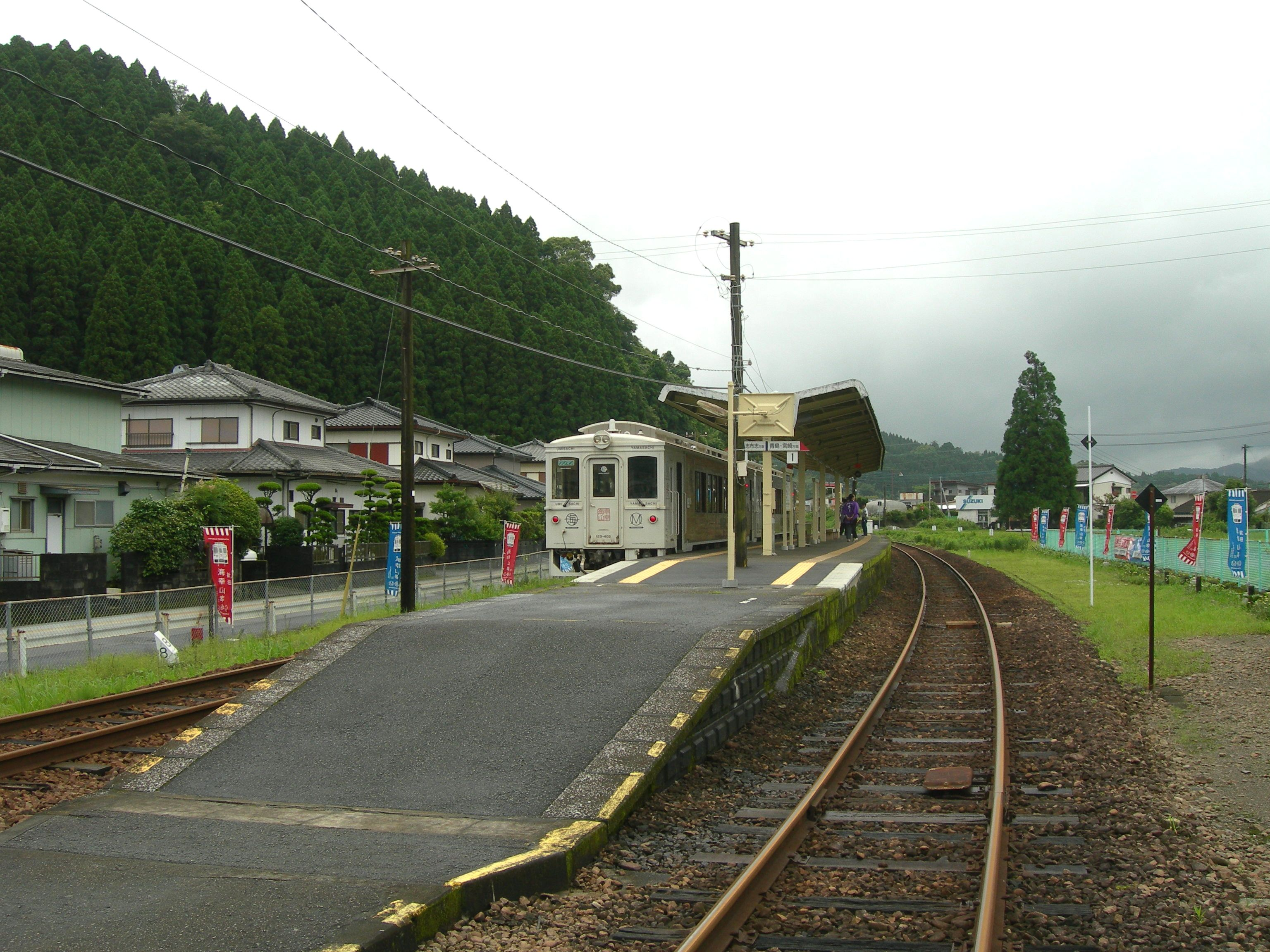
Nástupiště (2010)